# إدي فاولر
إدي فاولر (2 أغسطس 1931 في جنوب أفريقيا - 19 يوليو 2008 في جنوب أفريقيا) (بالإنجليزية: Eddie Fuller)‏ هو لاعب كريكت جنوب أفريقي. شارك مع منتخب جنوب أفريقيا الوطني للكريكت.

## وصلات خارجية
- إدي فاولر على موقع إي آس بي آن كريك إنفو (الإنجليزية)